# Saint-Michel-et-Chanveaux
Saint-Michel-et-Chanveaux és un municipi francès situat al departament de Maine i Loira i a la regió de País del Loira. L'any 2007 tenia 339 habitants.

## Demografia

### Població
El 2007 la població de fet de Saint-Michel-et-Chanveaux era de 339 persones. Hi havia 132 famílies de les quals 36 eren unipersonals (28 homes vivint sols i 8 dones vivint soles), 44 parelles sense fills i 52 parelles amb fills.
La població ha evolucionat segons el següent gràfic:
Habitants censats

### Habitatges
El 2007 hi havia 161 habitatges, 135 eren l'habitatge principal de la família, 12 eren segones residències i 13 estaven desocupats. 153 eren cases i 6 eren apartaments. Dels 135 habitatges principals, 104 estaven ocupats pels seus propietaris, 29 estaven llogats i ocupats pels llogaters i 2 estaven cedits a títol gratuït; 1 tenia una cambra, 7 en tenien dues, 20 en tenien tres, 39 en tenien quatre i 69 en tenien cinc o més. 105 habitatges disposaven pel capbaix d'una plaça de pàrquing. A 75 habitatges hi havia un automòbil i a 50 n'hi havia dos o més.

### Piràmide de població
La piràmide de població per edats i sexe el 2009 era:
| Homes | Edats   | Dones |
| ----- | ------- | ----- |
| 0     | 95 o +  | 0     |
| 0     | 90 a 94 | 4     |
| 4     | 85 a 89 | 0     |
| 4     | 80 a 84 | 4     |
| 8     | 75 a 79 | 4     |
| 12    | 70 a 74 | 12    |
| 8     | 65 a 69 | 28    |
| 4     | 60 a 64 | 0     |
| 0     | 55 a 59 | 0     |
| 0     | 50 a 54 | 8     |
| 16    | 45 a 49 | 16    |
| 28    | 40 a 44 | 12    |
| 8     | 35 a 39 | 16    |
| 8     | 30 a 34 | 8     |
| 4     | 25 a 29 | 8     |
| 12    | 20 a 24 | 8     |
| 48    | 15 a 19 | 12    |
| 16    | 10 a 14 | 20    |
| 20    | 5 a 9   | 4     |
| 0     | 0 a 4   | 12    |

## Economia
El 2007 la població en edat de treballar era de 212 persones, 167 eren actives i 45 eren inactives. De les 167 persones actives 158 estaven ocupades (84 homes i 74 dones) i 9 estaven aturades (5 homes i 4 dones). De les 45 persones inactives 16 estaven jubilades, 14 estaven estudiant i 15 estaven classificades com a «altres inactius».

### Ingressos
El 2009 a Saint-Michel-et-Chanveaux hi havia 147 unitats fiscals que integraven 366 persones, la mediana anual d'ingressos fiscals per persona era de 13.850 €.

### Activitats econòmiques
Dels 10 establiments que hi havia el 2007, 2 eren d'empreses de fabricació d'altres productes industrials, 2 d'empreses de construcció, 1 d'una empresa d'hostatgeria i restauració, 1 d'una empresa d'informació i comunicació, 1 d'una empresa immobiliària i 3 d'empreses de serveis.
Dels 3 establiments de servei als particulars que hi havia el 2009, 1 era un taller de reparació d'automòbils i de material agrícola, 1 guixaire pintor i 1 restaurant.
L'any 2000 a Saint-Michel-et-Chanveaux hi havia 49 explotacions agrícoles que ocupaven un total de 2.376 hectàrees.

## Equipaments sanitaris i escolars
El 2009 hi havia una escola elemental.

## Poblacions més properes
El següent diagrama mostra les poblacions més properes.